# Dolophilodes prolixus
Dolophilodes prolixus är en nattsländeart som beskrevs av Oliver S. Flint Jr. 1983. Dolophilodes prolixus ingår i släktet Dolophilodes och familjen stengömmenattsländor. Inga underarter finns listade i Catalogue of Life.